# Rüti (Glaris)
Rüti é uma comuna da Suíça, no Cantão Glaris, com cerca de 422 habitantes. Estende-se por uma área de 6,18 km², de densidade populacional de 68 hab/km². Confina com as seguintes comunas: Betschwanden, Braunwald, Linthal.
A língua oficial nesta comuna é o Alemão.

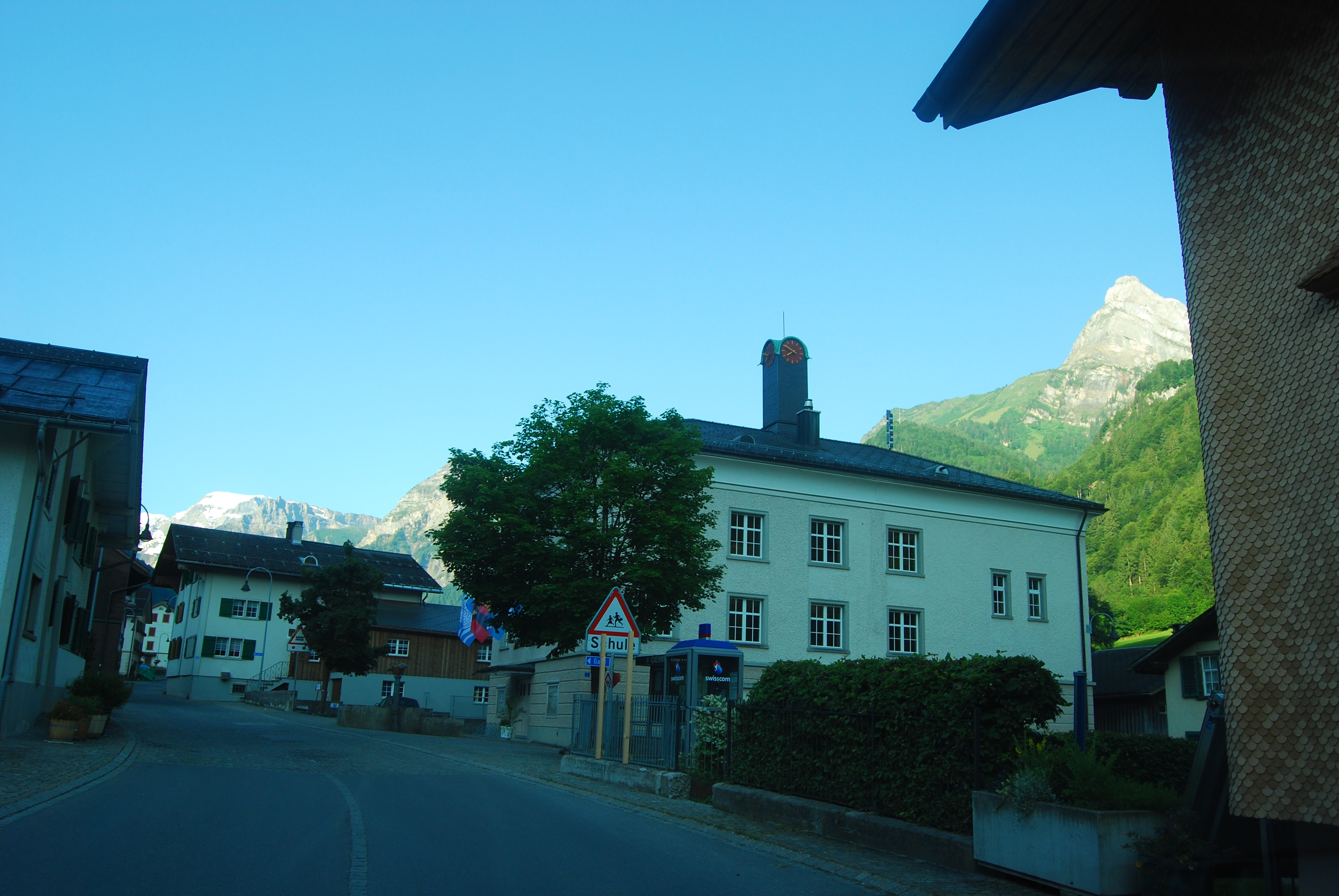
Rüti.